# Pentabamato
El Pentabamato (S-109) es un tranquilizante de la familia de los carbamatos.